# Strychnos tetragona
Strychnos tetragona là một loài thực vật thuộc họ Loganiaceae. Đây là loài đặc hữu của Sri Lanka.